# Broussonetia integrifolia
Broussonetia integrifolia är en mullbärsväxtart som beskrevs av Buch.-ham.. Broussonetia integrifolia ingår i släktet Broussonetia och familjen mullbärsväxter. Inga underarter finns listade i Catalogue of Life.